# Auxiliaire de justice au Maroc
Au Maroc, l'auxiliaire de justice est un professionnel de droit qui assiste les magistrats dans leur mission de juger les affaires qui entrent dans leur domaine de compétence.

## Liste des auxiliaires de justice
- Les avocats
- Les huissiers de justice
- Les experts judiciaires[1]